# Air Burkina
Air Burkina is de nationale luchtvaartmaatschappij van Burkina Faso met thuisbasis in Ouagadougou.

## Geschiedenis
Air Burkina werd opgericht in 1967 als Air Volta door Sodetraf, Air Afrique en UTA. Het was genoemd naar Opper-Volta, de toenmalige naam van het land. Na de naamsverandering van het land, werd in 1985 werd de huidige naam ingevoerd voor de maatschappij. Bij de privatisering in 2001 kwam 56% van de aandelen in handen van de IPS groep van de Aga Khan.

## Diensten
Air Burkina voert lijnvluchten uit naar:(zomer 2016)
- Abidjan, Accra, Bamako, Bobo Dioulasso, Cotonou, Dakar, Lomé, Niamey, Ouagadougou.

## Vloot
De vloot van Air Burkina bestaat uit:(juli 2016)
- 2 Embraer 170